# Damn Small Linux
Damn Small Linux (DSL; англ. Damn Small Linux — чертовски маленький Линукс) — дистрибутив Linux на основе Debian для архитектуры x86, загружаемый с LiveCD-«визитки». Также он может быть установлен на жёсткий диск, USB Flash Drive и т. п. Создавался для использования на старых компьютерах, поэтому имеет низкие требования к процессору и оперативной памяти и маленький размер (50 мегабайт). Минимальные системные требования: ЦП — 486DX, ОЗУ — 16 МБ.

## История
Раньше Damn Small Linux разрабатывался только Джоном Эндрюсом (англ. John Andrews), но позднее к разработке дистрибутива подключилось множество других людей. Среди них особенно отличился Роберт Шинглдекер (англ. Robert Shingledecker), автор системы MyDSL, DSL Control Panel, и многого другого.
Раньше Damn Small Linux базировался на Model K, 22 MiB редакции дистрибутива Knoppix, теперь в его основе лежит Knoppix, что позволяет легко переделывать и улучшать DSL.

## Возможности
Последняя версия Damn Small Linux — 4.4.10 (17 ноября 2008). В него входит:
- Веб-браузеры:
  - Mozilla Firefox
  - Dillo, к которому были применены патчи для поддержки вкладок, SSL и фреймов
  - Netrik
- Sylpheed — клиент электронной почты
- Monkey — Сервер HTTP
- AxY — Клиент FTP, основанный на GTK+
- Сервер FTP
- Клиент и сервер SSH/SCP, клиент DHCP, PPP, PPPoE (ADSL), калькулятор, поддержка принтеров GhostScript, UnionFS, игры, приложения для слежения за системой, утилиты командной строки, поддержка USB, wireless LAN и PCMCIA, поддержка NFS, FUSE, и SSHFS
- Офисные приложения:
  - Siag — электронные таблицы
  - Ted — текстовый процессор
  - проверка правописания (английский язык)
- Текстовые редакторы:
  - Beaver
  - Vim
  - Nano
- Работа с графикой:
  - Xpaint
  - xzgv
- Xpdf — просмотр PDF
- XMMS — аудиоплеер
- emelFM — файловый менеджер
- naim (AIM, ICQ, IRC)
- VNC
- Rdesktop
- Оконные менеджеры
  - Fluxbox
  - JWM
  - Small Windows Manager

Также у DSL есть скрипты для скачивания и установки менеджера пакетов Debian APT и Synaptic, графический интерфейс к APT.

## Опции загрузки
Если пользователь захочет поменять какие-то настройки или у него автоматически не определилось оборудование, то в этом случае могут помочь скрытые опции загрузки. С помощью них можно убрать автоматическое определение оборудования, указать его настройки. Многие опции также влияют на GUI. Список опций можно найти на зеркалах Knoppix, он также доступен во время загрузки.

### Языки
Чтобы установить язык, отличный от языка по умолчанию (английский), надо набрать код языка на экране загрузки. Для американского английского строка выглядит так:
```
dsl lang=us
```

## Система MyDSL
Расширения и серверы MyDSL поддерживает Ke4nt. Сами расширения располагаются на серверах различных организаций (Ibiblio и Belgium’s Belnet).
Есть два вида серверов MyDSL: стабильный (англ. regular) и нестабильный (англ. testing). Стабильные расширения предназначены для повседневного использования и разделяются на несколько категорий: приложения, сеть, система и другие. Нестабильные расширения могут содержать ошибки, поскольку их выпустили не так давно.

## Скрипты
DSL включает в себя несколько скриптов, которые позволяют запустить и установить DSL с разных носителей и операционных систем:
1. Встроенный — загрузка DSL с USB Flash Drive
2. Встроенный — загрузка DSL с CD
3. Встроенный — загрузка DSL с дискеты
4. При помощи QEMU — загрузка DSL из Linux
5. При помощи QEMU — загрузка DSL из Microsoft Windows

## Версии

### Версия дляXbox(X-DSL)
Damn Small Linux был портирован на Xbox. Это стало возможным благодаря низким требованиям DSL к памяти. Он может быть запущен как LiveCD на модифицированном Xbox или установлен на жёсткий диск. DSL автоматически загружает X-сервер, где можно управлять курсором при помощи контроллера  Xbox и виртуальной клавиатурой для ввода текста.
Рабочий стол X-DSL основан на Fluxbox с приложениями для электронной почты, проигрывания музыки и многого другого. Также можно установить новые приложения, загрузив расширения MyDSL.

### Другие версии
- DSL-embedded — версия для запуска внутри операционной системы при помощи виртуальной машины QEMU[4]
- DSL-syslinux.
- DSL-pendrive usb — на носителях usb-hdd и usb-zip.
- DSL-N — самая большая версия, которая не ограничивается объёмом 50 мегабайт. В ней используются приложения, основанные на GTK+ 2, и она занимает около 85 мегабайт.

## Галерея

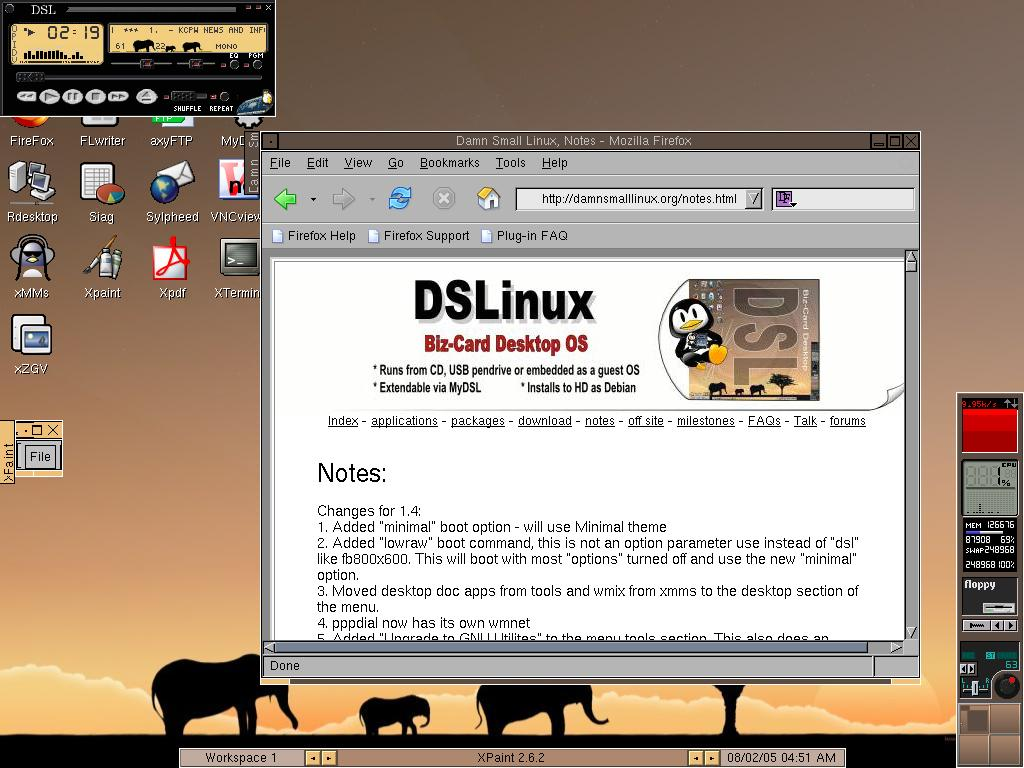
Версия 1.0
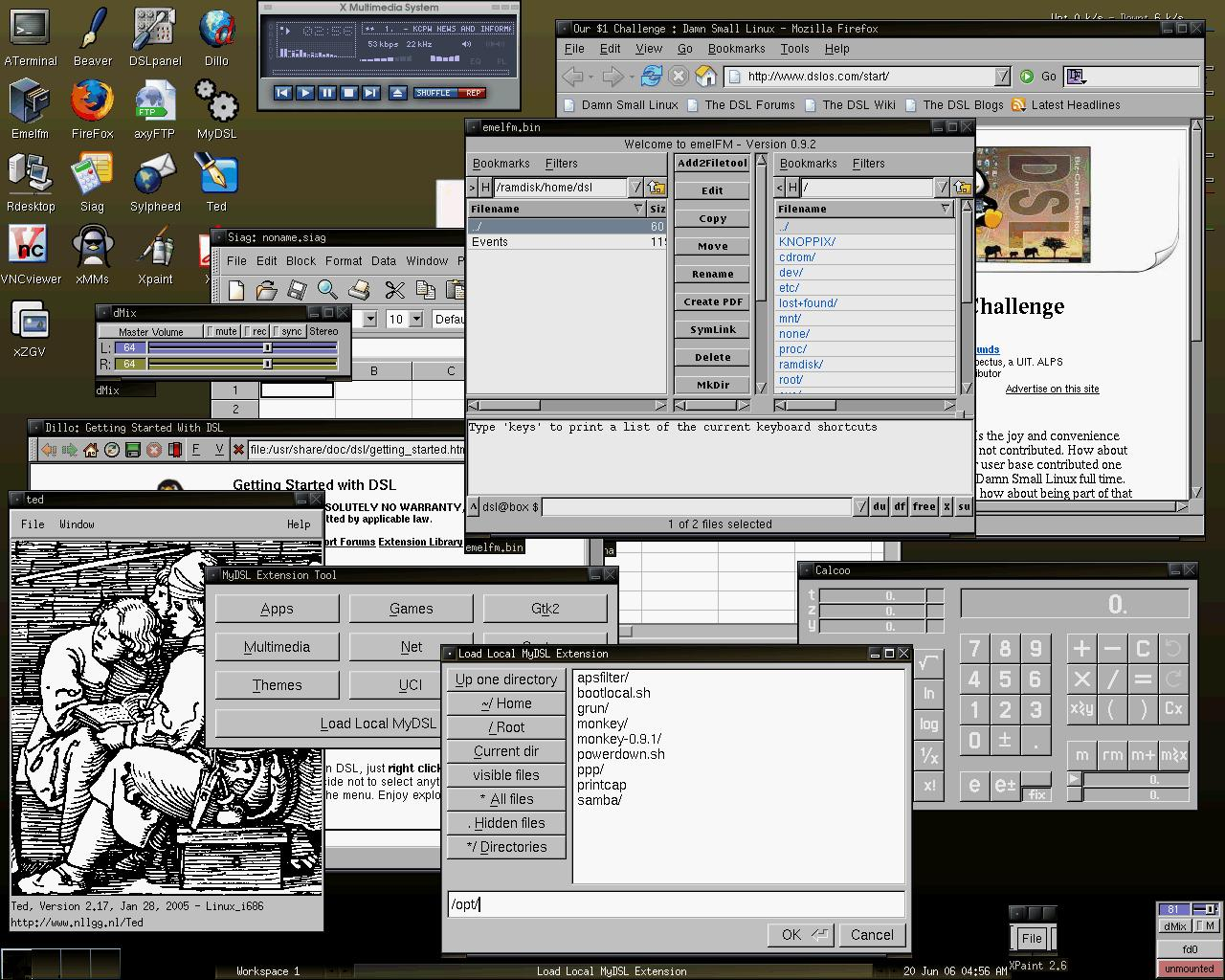
Версия 3.0
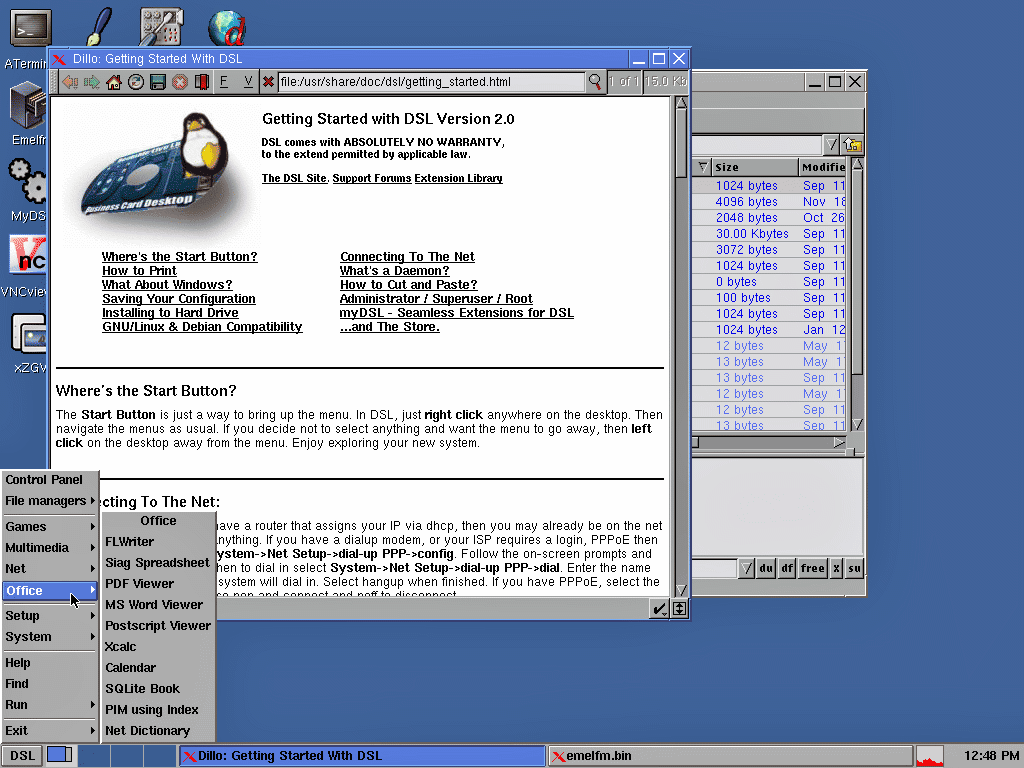
Damn Small Linux с оконным менеджером JWM
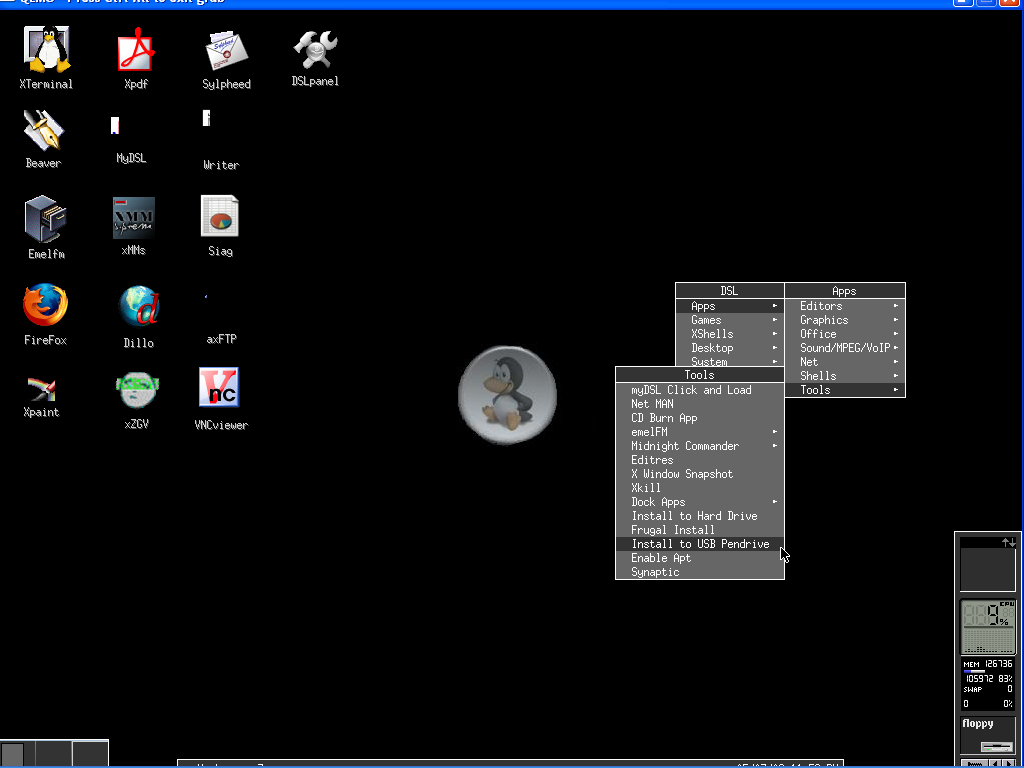
Скрипты Damn Small Linux